# Campana Boat Club
El Campana Boat Club es un club deportivo, náutico y social de la ciudad bonaerense de Campana, Argentina. Este club se focaliza en la enseñanza y la práctica de remo, pero adicionalmente a esto, se desarrollan en él una multiplicidad de otros deportes como hockey sobre césped natural, tenis, básquetbol, fútbol infantil, vela mayor, vela menor clase optimist, balonmano y natación. También cuenta con una colonia de verano.
El club fue fundado el 17 de diciembre de 1898 por una treintena de empleados ferroviarios.
El Campana Boat Club es un caso extraordinario en el mundo del remo de competición por tener entre sus filas a tres campeones mundiales: en 1986, el singlista Sergio Fernández fue campeón sénior B en el Mundial de Alemania '86, y en 1998 Juan Cruz Fernández Ciancaglini fue campeón mundial júnior en la categoría 2 con timonel (junto a remeros del Club Canottieri Italiani). Y ahora recientemente el futbolista octavio juario en los regionales de san miguel 2024 en la categoría 2009 junto al equipo social deportivo de las acacias.
Otros grandes nombres de remeros provenientes del club son: Mariano De Pánfilis, Ángel Tata Querejeta,Chis Morris,Roberto Alferi, Héctor Perea, Mario Smith, Nicolás Kapitontchik, Nicolás Sánchez, Carlos y Patricio Tuma, Marcelo Kury, Antonio Lening, Ariel Herreros y Ángel Saya, entre otros. En la actualidad, se destaca en la disciplina la joven remera Almendra Murillo, hija del emblemático entrenador del equipo de remo del CBC Javier Murillo, entrenador de Sergio Fernández en las olimpíadas de Seúl '88, Barcelona '92 y Atlanta '96.
El club está ubicado en la ribera del Río Paraná de Las Palmas y la calle Manuel Iglesias.

## Historia

### Primera etapa 1898 - 1950
La historia del Campana Boat Club comienza en el siglo XIX. Al final del año 1898, en un momento en que Campana estaba recién creado (el Partido de Campana. El partido fue creado el 6 de julio de 1885).
Para el año de la fundación, un grupo de hombres liderados por Sigurd Walsoe (noruego y propietario de la embarcación Norma), Pedro Giobelini y Ángel Cordeu, mas casi 30 personas en su mayoría empleados del entonces Ferrocarril Buenos Aires - Rosario, vieron propicio el escenario en las orillas del Río Paraná para desarrollar actividades náuticas y entonces, el 17 de diciembre de 1898, decidieron fundar el Campana Boat Club.
En el momento de la fundación del Campana Boat Club sólo había 8 clubes focalizados en la práctica de remo en el país. Estos eran: el Buenos Aires Rowing Club, el Club de Regatas La Marina, el Tigre Boat Club, el Club de Remo Teutonia, el Rosario Rowing Club, el Club Regatas de Bella Vista, el Club de Regatas San Nicolás y el Tigre Sailing Club.
Las primeras instalaciones se construyeron con maderas de vagones de trenes fuera de uso. Bajo la presidencia de H. Pearce se construyó la primera pileta de natación, utilizándose los tanques con que el ferrocarril transportaba agua a las provincias del norte. Estos fueron donados por la empresa ferroviaria al club.
En 1932 se reglamenta la incorporación de la mujer como socia y esto motiva que sean construidas nuevas instalaciones tales como sala de espera, baños, salón de vestir, roperos y toilettes.
El primer campeonato interno se realizó el 13 de abril de 1940
En 1947 se llama a concurso para la presentación de anteproyectos del futuro edificio social.

### Años 1951 - 2000
Mediante la intervención del entonces Ministro de Trabajo y Previsión Alejandro Giavarini, se obtuvo del Gobierno de la Nación una importante donación que permitió iniciar los trabajos de la actual
En esa época Oscar Vdovsov fue seleccionado para representar a La Argentina en el quinto Campeonato Sudamericano de Remo, disputado en el Tigre el 27 de abril de 1958.
El 17 de diciembre de 1998 se cumplen los primeros 100 Años desde la fundación del club.

### Años 2000 - 2010
La resolución N.º 508, sancionada por el Honorable Concejo Deliberante en su sesión ordinaria del 28 de junio de 2001, declara Patrimonio Histórico y Cultural de Campana al Campana Boat Club. El mismo año, la Sanción de la Ley 12834 por el Senado y Cámara de Diputados de la Provincia de Buenos Aires declara al Campana Boat Club Patrimonio Cultural de la Provincia de Buenos Aires (La Plata, 29 de noviembre de 2001).
Luego de realizar todos los estudios necesarios, en 2003 se inauguró un gimnasio de 250 m² en el que se realizan todas las actividades aeróbicas. En él también se llevan a cabo eventos como desfiles de modas o concursos fotográficos y jornada sobre discapacidad.
En 2004, el club comenzó a salir lentamente de una crisis económica estructural que afectó a todo el país.
A partir del 16 de julio de 2007 la Comisión Directiva del Campana Boat Club dio inicio a una nueva etapa institucional. La crisis en que se encontraba el Club en ese momento requirió de la inmediata puesta en marcha de un plan de saneamiento general.
Se retomó el trámite de escrituración de 6 lotes ubicados en el Canal Alem cuya superficie total es aprox. de 24.000 m² siendo que su adquisición fue el año 1987.
Las escuelas municipales de remo y maxiremo, lideradas por 2 remeros del Club, Nicolás Sánchez y el campeón mundial júnior Juan Cruz Fernández Ciancaglini, poseen muchos alumnos socios y no-socios.
En el 2010 el club creció a nivel deportivo, social, cultural y edilicio.

#### Comisión Directiva
La actual Comisión Directiva del Campana Boat Club está conformada de la siguiente forma: 
(Presidente) Nicolas Kapitontchik
(Vicepresidente) Almendra Murillo
(Secretario) Adriano Bagnarol
(Prosecretaria) Marcelo Kury
(Tesorero) Marco Dell Acqua
(Capitán) Fabio Rodríguez
(Subcapitán) Fernando Escudero
(Vocales Titulares) Yago Medina, Roberto Innocenti, Antonio Lening
(Vocales Suplentes) Juan Pablo Córsico
(Revisores de Cuentas) Paulo Gil, Lorena Parkkulainen, Dolores Hernández Oliva

## Deportes
En el predio del Campana Boat Club se realizan todo tipo de actividades deportivas, federadas y recreativas. El remo es el deporte fundamental, pero también se le otorga mucho énfasis a la Escuela de Optimist, al hockey sobre césped y al básquetbol, los tres deportes que más han crecido numéricamente en 2010. 
Además, en el CBC se puede practicar y entrenar tenis, balonmano, fútbol infantil y natación, se dictan dos cursos por año para recibirse de timonel y/o patrón de veleros, y se organizan regularmente torneos internos de fútbol.
El club posee también canchas de paddle, veleros laser y chiflón, un velero a motor tipo H.20, botes de paseo, gimnasio de aparatos y complementos y una de las mejores canchas de pelota a paleta de la zona para practicar de forma recreativa (no-federada).

### Remo
El actual plantel de remeros del CBC está conformado de la siguiente forma: 
- Promocionales: Santo Moreyra, Valentín Zanon, Tobias Ezequiel Palacio, Bautista Reynoso, Joaquín Migueles, Tomas Valentín Paredes, Ignacio Bazan, Mauro Valentín González, Sheila Maldonado, Delfina Pinardi, Pilar Figueroa, Santino De Luz, Juan Manuel Nani, Julieta Paredes y Morena Quinteros.
- Federados Sub-18: Almendra Murillo, Julieta Spiteller, Enzo Bordisso, Martín Tropeano y Pablo Reynoso.

- Federados +18: Nicolás Sánchez, Josué Viera Veneziani, Rafael Ortiz, Juan Cruz Fernández Ciancaglini y Marco Martinoli.

- Masters: Ángel Saya y Ariel Herreros.

Funciona además en el Campana Boat Club una Escuela Municipal de Remo, para chicos (escuelita) y grandes (maxiremo) que quieren aprender a remar desde cero. El coordinador general de la misma es el ex-campeón mundial Sergio Fernández, quien además enseña a los chicos de la escuelita. El otro campeón mundial celeste, Juan Cruz Fernández Ciancaglini, enseña a los adultos de maxiremo.
El Campana Boat Club está afiliado a la Asociación Argentina de Remeros Aficionados.

#### Remeros destacados
- Sergio Abel Fernández
- Juan Cruz Fernández

### Hockey
El Campana Boat Club está afiliado a la Asociación Amateur Argentina de Hockey Sobre Césped. En 2010, se inscribieron equipos de primera división, intermedia, quinta, sexta, séptima y octava, pero para 2011 ya está inscripta también la novena división, con lo cual el CBC estará presente en todas las categorías posibles. El hockey es el deporte con mayor cantidad de deportistas del CBC.
El deporte está actualmente concesionado a tres emblemáticas jugadoras del club: Marina Del Molino, Fernanda Canteros y Solange Dolce. Ellas tres administran la actividad y además son las entrenadoras de todas las categorías menores. La profesora y médica Irina Houssay, ex arquera del club, es la entrenadora del plantel superior (intermedia y primera).
En 2010, el equipo de primera división llevó adelante una gran campaña, con 18 partidos ganados, 4 empatados y 4 derrotas, en la categoría 1° natural B1 de la AAAHSC.
El plantel de primera división estuvo integrado por las siguientes jugadoras (ordenadas de mayor a menor en cuanto a presencias totales en el torneo 1NB-1 edición 2010): Fernanda Canteros, Sofía González, Verónica Tiseyra, Aixa Jaoand, Agustina Ibáñez, Luciana Persano, Marina Del Molino, Laura Canteros, Solange Dolce, Aldana Riva, Victoria Giroldi, Mariana Pagnussat, Agustina Mayer, Anabel Degese, Camila Anessi, Lorena Parkkulainen, Elisa Abella, Sofía Gásperi, Candela Calvi, Macarena Mercau, Lucila Leveling, Debora Cozzarin, Lucrecia Dalmaso, Melisa Perea, Analía Parapugno, Candela Prado, M. Nazareth Savastano, Florencia Skiba, Melina Catardi y Verónica Da Silva. El equipo titular más frecuente fue: Laura Canteros (Arquera); Agustina Ibáñez, Verónica Tiseyra, Fernanda Canteros [C] y Aixa Jaoand (Defensoras); Mariana Pagnussat, Luciana Persano, Sofía González y Victoria Giroldi (volantes); Marina Del Molino y Solange Dolce (delanteras). En la temporada 2010, Marina Del Molino, con 26, fue la máxima goleadora del CBC y la segunda del torneo detrás de María Virginia Sambucetti, de Universitario de La Plata C.

### Básquetbol
El Campana Boat Club está afiliado a la Asociación de Básquetbol Zárate-Campana (ABZC). Los entrenadores a cargo durante 2010 fueron Pablo Gangi y Adriano Behocaray (pitufos, pre-mini y mini), Martin Valerio (infantiles, pre-infantiles y cadetes) y Alberto Capillas (juveniles, primera división y maxibásquet).
Con la intención de promover aún más la actividad, en 2010 la Comisión Directiva dispuso que básquetbol en el CBC sea gratis. Debido a tal decisión, durante todo el año se pudo ver el gimnasio Héctor Franco repleto de chicos. Se agregó la categoría Pitufos, y todas las divisiones desde pre-mini hasta juveniles vieron notablemente incrementado su número de asistentes. No fue el caso del plantel superior, que no ha tenido recambio en los últimos años y el cual ha sufrido varias bajas.
Además de la parte federada, el Campana Boat Club cuenta con una categoría no-federada: el plantel de maxibásquet. Este está destinado a jugadores mayores de 35 años que no hayan competido de forma federada en los últimos dos años. Actualmente hay dos equipos de maxibásquet en el CBC: el equipo A, compuesto por jugadores en su mayoría menores de 30 años (y el más competitivo de los dos), que finalizó el Torneo de Maxibásquetbol de la UTN (Edición 2010) como subcampeón tras caer en la final contra Náutico Zárate. El otro es el equipo B, de mayores de 35 años, con Marcelo Irigoyen y Pablo Vignale como grandes emblemas.
Finalmente, el Campana Boat Club adquirió a la empresa Alto Paraná Pisos SRL un piso flotante de última generación, el cual será instalado en marzo de 2011. De esta forma, el CBC ingresará a la lista de clubes que han renovado por completo su predio de básquetbol, el cual se ajustará exactamente a las medidas y disposiciones de FIBA.

### Natación
El Campana Boat Club cuenta con dos piletas de natación, una climatizada y una de verano, pero solo en la primera se practica natación competitiva. El equipo de competición está a cargo del instructor Lisandro Quaglia, y el mismo está dividido en tres categorías: promocionales (primer año de competencia), federados, y másteres.
Los nadadores destacado en el año 2023 son: Máximo César Magnana, Delfina Sánchez, Dylan Roldan, María Lujan Peralta, Danisa Pinardi, Dionel Pinardi, Felicitas Ferreyra, Pilar Herrero y Cardoso María Celeste ya que se clasificaron al campeonato nacional de natación.
Además de natación competitiva, en el CBC se dictan cursos de natación para distintos niveles y edades (inicial y avanzado, para bebés, niños, adolescentes y adultos) e incluso existe una clase para embarazadas Archivado el 4 de marzo de 2016 en Wayback Machine.. Por último, también se dictan clases de aquagym (gimnasia aeróbica en el agua).
El equipo de natación del CBC está afiliado a la Federación de Natación del Norte de Buenos Aires (FANNBA).

### Fútbol
El CBC es miembro de la Liga de Escuelas de Fútbol de la ciudad de Campana (LEF/2011) que lleva adelante el profesor Marcelo Pasquet, quien además es uno de los entrenadores de la escuelita de fútbol. La misma está orientada a varones de entre 8 y 15 años, con dos entrenamientos semanales y partidos los fines de semana. Además del CBC, la LEF/2011 está integrada por la Escuela de Fútbol 'El Clásico', la Escuela Dante Alighieri, el Club Puerto Nuevo y el Club Ciudad de Campana.
Además del fútbol infantil, el CBC cuenta con uno de los mejores torneos internos de la zona, para socios mayores de 18 años. El mismo se viene desarrollando casi ininterrumpidamente, año a año, desde la década del '80. La actual versión del torneo, la Copa Pinturería Päraná, va por su cuarta edición, creciendo en equipos y repercusión con en el pasar de los torneos. El torneo está actualmente dividido en categorías junior (menores de 33 años) y senior (mayores de 33). Los actuales campeones, en realidad bi-campeones, son Smowing Lounge Bar (júnior) y Lubricentro El Changuito (sénior). Los partidos son dirigidos por Emir Michelón y compañía. La organización de la copa está a cargo del vicepresidente del CBC, Sr. Luis Fagnani.
El Campana Boat Club no tiene (y nunca tuvo) ningún equipó federado de fútbol.

### Tenis
Estilo Tenis es el nombre del predio y del concesionario de tenis en el Campana Boat Club. El mismo está a cargo del Prof. Martín Crosio, quien enseña a jugar al tenis a personas de todas las edades, a la vez que entrena a tenistas de alta competencia. Los tenistas más destacados del CBC son Milagros Melero Tapia, Franco Mazzoni, Bernardo Saldaña y el propio Crosio.
El predio de tenis del CBC cuenta con tres canchas de superficie dura, las cuales están perfectamente delimitadas y aisladas del resto del club por un alambrado. Se trata de uno de los más modernos, nuevos y completos predios de toda la zona.
Incluso, Estilo Tenis contaba hasta finales de 2015 con un local propio de indumentaria y accesorios deportivos bautizado 'Pro-Shop', en el que socios y no socios pueden adquirir cualquier tipo de elemento necesario para la práctica de los más diversos deportes. El local, atendido por la Srta. Tatiana Auyero, cuenta con las más prestigiosas marcas especializadas del mercado: TK Hockey, BizNet, Puma, Penalty, Wilson, Prince, Head, Adidas, Babolat, Arena, y muchas más.

### Vela (mayor y menor)
En cuanto a vela mayor, el Campana Boat Club ofrece cada año un curso de timonel a vela timonel a motor conductor náutico y curso de patrón, con las clases a cargo de Gerardo De Franceschi (padre e hijo). Cuenta con un velero Tipo H-20 y lanchas con comando para realizar las prácticas de los distintos cuerso. Además, una buena cantidad de timoneles cuyos veleros son amarrados en la dársena del CBC participan activamente del calendario de regatas de vela mayor. 
Vela menor: La escuela de vela clase optimist del Campana Boat Club nació en la década del '80, tuvo una breve interrupción de 2005 a 2008, y resurgió con mucha fuerza en 2009 gracias a la iniciativa del entonces subcapitán Gerardo De Franeschi y del instructor Francisco Tellategui. En la actualidad, la Escuela de Optimist del CBC cuenta con alrededor de 20 alumnos, divididos en Escuelita propiamente dicha y en Principiantes. Los más novatos están a cargo del instructor Juan Perdomo, Los dos timoneles más destacados en la historia del club fueron Sebastián Rezzano (que viajó a un mundial y fue el primer campeón sudamericano de optimist) y Genaro Maggi.

### Balonmano
El balonmano es unas de las actividades más nuevas de CBC. Todo comenzó con un grupo de chicas que querían jugar al balonmano en Campana y no tenían un club. Después de unos años fueron agregando categorías y pidieron las instalaciones para poder entrenar y competir en ligas y federaciones. En 2014 la actividad se transformó en un deporte oficial del club. Desde 2015 el club es parte de la Fe.Me.Bal (Federación Metropolitana de Balonmano) y para esto tuvieron que mejorar las condiciones de la cancha. En ese mismo año participó del torneo de la categoría Promocionales. En la primera parte del torneo, la categoría Juvenil Masculino consiguió el primer puesto y,  en la segunda parte, se consiguió primeros puestos en las categorías Mayores Masculino, Mayores Femenino y Cadetes Masculino.

### Facebook
Campana Boat Club tiene una renovada página de Facebook "Campana Boat Club - Oficial" y es la única de carácter oficial. Desde mediados del 2014, la nueva plataforma permite estar al tanto de las disciplinas que se desarrollan diariamente en la institución. En la fan pages se incluyen noticias, imágenes y vídeos de los deportes que se practican en el club.